# Володин Камень
Володин Камень — деревня в Пермском крае России. Входит в Березниковский городской округ в рамках организации местного самоуправления и в Усольский район в рамках административно-территориального устройства края.

## География
Деревня расположена на правом берегу реки Яйва примерно в 12 километрах по прямой на юг от южной оконечности города Березники.
Климат
Климат умеренно континентальный с суровой продолжительной зимой и тёплым коротким летом. Самый холодный месяц — январь со среднемесячной температурой (−15,7 °C), самый тёплый — июль со среднемесячной температурой (+17,4 °C). Продолжительность безморозного периода в среднем составляет 114 дней. Общее число дней с положительной температурой — 190. Последний весенний заморозок в среднем наблюдается в конце мая, а первый осенний — в конце второй декады сентября. Среднегодовая температура воздуха −2,2 °C.

## История
Известна деревня с 1623—1624 годов как починок Ошкор или Аврамов Камень. Эпитет Володин появился в 1919 году якобы в честь жертвы белобандитского террора. 
С 2004 до 2018 года деревня входила в Романовское сельское поселение Усольского муниципального района, с 2018 года включается в Романовский территориальный отдел Березниковского городского округа.

## Население
| 2010 | 2013 | 2014 |
| ---- | ---- | ---- |
| 41   | ↘29  | ↘28  |

Постоянное население деревни было 22 человека (русские 100 %) в 2002 году, 28 человек в 2010.